# بولوس أمبوندا
بولوس أمبوندا (بالإنجليزية: Paulus Ambunda) مواليد 6 أغسطس 1980 في ناميبيا، هو ملاكم محترف ناميبي يصنف ضمن فئة وزن الديك. حقق بطولة منظمة الملاكمة العالمية. شارك في دورة الألعاب الأولمبية الصيفية سنة 2004. حقق الميدالية الفضية في ألعاب عموم أفريقيا 2003.

## إحصائيات
خاض خلال مسيرته 26 نزالا، فاز في 24 ولم يتعادل وخسر في 2. فاز بالضربة القاضية في 10 نزالا.

## الميداليات
| الميدالية | المسابقة                |
| --------- | ----------------------- |
| فضية      | ألعاب عموم أفريقيا 2003 |

## روابط خارجية
- بولوس أمبوندا على موقع بوكس ريك (الإنجليزية) (registration required)
- بولوس أمبوندا على موقع أوليمبيديا (الإنجليزية)